# Herb Wielbarka
Herb Wielbarka – jeden z symboli miasta Wielbark i gminy Wielbark w postaci herbu ustanowiony przez Radę Gminy 14 września 2006 roku.

## Wygląd i symbolika
Herb przedstawia w polu czerwonym basztę blankowaną srebrną pomiędzy dwoma świerkami złotymi na murawie zielonej, w bramie rycerz srebrny z tarczą i mieczem.

## Historia
Historyczny herb miasta przedstawiał w polu srebrnym ukoronowanego czarnego orła pruskiego z jabłkiem, berłem i inicjałami Fryderyka Wielkiego FR (od Fredericus Rex) na piersi.